# Provincia de Ratchaburi
Ratchaburi (en tailandés: จังหวัดราชบุรี) es una de las setenta y seis provincias que conforman la organización territorial del Reino de Tailandia.

## Geografía
La parte este de la provincia contiene las llanuras planas del río Mae Klong, atravesada por muchos khlongs. El punto turístico más famoso en esta zona son los mercados flotantes de Damnoen Saduak. El oeste de la provincia es más montañoso, y comprende la cordillera de Tanawsri. En las montañas se encuentran principalmente piedra cáliza, hay varias cuevas con estalactitas. Algunas cuevas son habitadas por grandes colonias de murciélagos, y es una vista impresionante cuando pululan en la noche para alimentarse. Otras cuevas como Khao Bin son accesibles para los visitantes. El principal río de la parte oeste es el río Phachi.
En la orilla izquierda del río Phachi, se encuentra en proceso de creación desde 2003 el Parque nacional Prachan: Se estima que protegerá 384.39 km² de bosques que habían sido campo de batalla del Partido Comunista de Tailandia en el pasado.

## Divisiones Administrativas

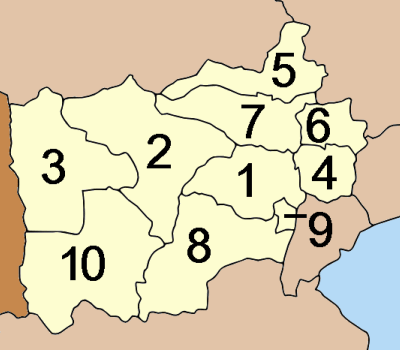
Distritos de la provincia.

Esta provincia tailandesa se encuentra subdividida en una cantidad de distritos (amphoe) que aparecen numerados a continuación:
- 1. Mueang Ratchaburi
- 2. Chom Bueng
- 3. Suan Phueng
- 4. Damnoen Saduak
- 5. Ban Pong
- 6. Bang Phae
- 7. Photharam
- 8. Pak Tho
- 9. Wat Phleng
- 10. Ban Kha

## Demografía
La provincia abarca una extensión de territorio que ocupa una superficie de unos 5.196,5 kilómetros cuadrados, y posee una población de 791.217 personas (según las cifras del censo realizado en el año 2000). Si se consideran los datos anteriores se puede deducir que la densidad poblacional de esta división administrativa es de 152 habitantes por kilómetro cuadrado aproximadamente.